# Caribbomerus asperatus
Caribbomerus asperatus är en skalbaggsart som först beskrevs av Fisher 1932.  Caribbomerus asperatus ingår i släktet Caribbomerus och familjen långhorningar.
Artens utbredningsområde är Haiti. Inga underarter finns listade.